# サビキン目
サビキン目（さびきんもく、PuccinialesまたはUredinales）は担子菌門の目の1つで、サビキン（錆菌、銹菌）と総称される。(Kirk et al. 2008)によると、全世界で14科166属に分類され7700以上の種が知られており、うち日本においては約800種が知られている。
植物に寄生する絶対寄生菌で、赤・黒などに着色したさびのように見える無性胞子（さび胞子）を作ることから、これらによる多くの病害はさび病と呼ばれ、農業・林業において重大な病害を含む。リンゴ・ナシなどに寄生する一部のものは特徴的な病斑から赤星病、また樹木に多数の枝葉を叢生させるものは天狗巣病といった別の名で呼ばれる。ただし卵菌による白さび病など、他の菌によるもので「さび病」と呼ばれるものもある。
複雑な生活環を有し、胞子としては「さび胞子」「担子胞子」のほか、種類によって「精子」「夏胞子」「冬胞子」と呼ばれる胞子を作り、またそれぞれの世代が異なる植物に感染・増殖するもの（異種寄生性）も多い。